# لاکهید ال-۱۸۸ الکترا
لاکهید ال-۱۸۸ الکترا (به انگلیسی: Lockheed L-188 Electra) یک هواگرد ساختِ کارخانهٔ لاکهید کورپوریشن در کشور ایالات متحده آمریکا است که در سال ۱۹۵۷–۶۱ ساخته شد. نخستین استفاده‌کنندهٔ این هواگرد امریکن ایرلاینز بوده‌است. این هواگرد برای نخستین بار در ۶ دسامبر ۱۹۵۷ میلادی مورد استفاده قرار گرفت.